# Українська етнічна територія

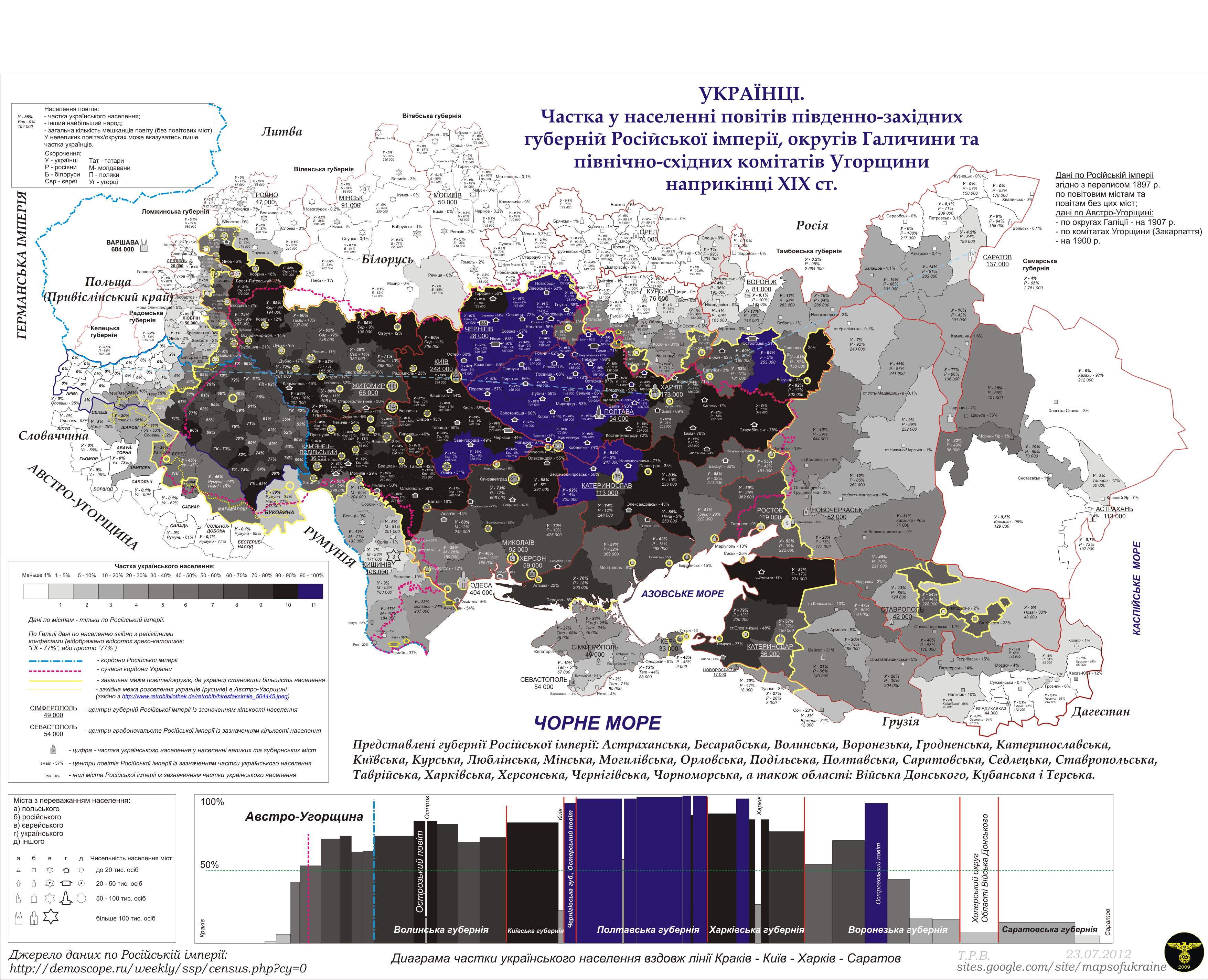
Частка українців по повітах Російської імперії, округах та комітатах Австро-Угорщини на кінець XIX століття

Украї́нська етні́чна терито́рія (етнічні украї́нські зе́млі, етнічна територія українців) — території, на яких у різні історичні періоди відбувалося формування українського етносу. Ядро української етнічної території завжди було розташоване в межах сучасної території України. Фізичною (тектонічною) основою української етнічної території є Український щит східноєвропейської платформи та Дніпровсько-Донецька западина.

## Термінологія
На позначення певних частин української етнічної території вживалося і вживається багато різних назв, термінів та словосполучень:
- етнічні українські землі[1]
- етнічна територія українців
- національна українська територія
- національна етнографічна територія
- наша національна територія
- суцільна українська територія
- суцільна українська, так сказати матірна, територія
- суцільна територія українського народу
- українські землі
- українські етнічні землі
- український масив
- українська етнографічна територія
- українська національна територія
- українські етнографічні землі

В залежності від того, за якою ознакою відокремлюють частину від цілого, утворюється й комбінація понять, наприклад: «етнічна територія українців на Північному Кавказі», «українська етнічна територія в межах Чехо-Словаччини», «зміни меж української етнічної території підросійської частини України в XIX—XX ст».
В українській науці кінця XIX — початку XX століття ототожнювались українські етнічні землі з українською національною територією, і всі вони, на думку національної еліти, мали стати територією майбутньої української держави. Зокрема, Степан Рудницький ототожнював територіальний зміст назви «Україна» і терміну «простір України» зі значенням термінів «українська національна територія», «суцільна територія українського народу», а також з іншими. У часи національно-визвольної боротьби «ми не клали належної ваги на етнографічні межі нашої суцільної території і підрізували тим чи не одиноку галузь, на котрій сидимо!», що українці не боронили «кожного кусня нашої національної території».
У часи СРСР відбулося вихолощення терміну «нація». Різниця між «етнічним» і «національним» не відчувалася.
У незалежній Україні у наукових текстах поняття «національний» та «етнічний» не мають однозначності. Значення термінів «українська етнічна територія» та «українська національна територія» є різними. Українська національна територія дедалі частіше цілком природно ототожнюється з українською державною територією. Водночас, назва «Україна» набула державно-політичного значення на відміну від етнографічного, який існував до того часу.

## Українська етнічна територія на початку ХХ ст.
Українська етнічна територія на час Української революції, за оцінкою Степана Рудницького становила від 905 тис. км² до 1 млн. 56 тис. км² з 51,2—53,9 млн мешканців. Питома вага етнічних українців становила на цій території (за його обчисленнями) 71,3—71,7 %. За доктором Мироном Кордубою «до суцільної української території» належать лише ті повіти, у яких частка українців перевищує 50 % від усього населення або ж коли українці у цих повітах кількісно переважають, є першими серед інших націй.
За оцінками одного із засновників вітчизняної соціології Микити Шаповала території на якій українці чисельно переважали всі ін. національності, разом узяті, була дещо меншою: 1914 р. вона становила 739 тис. км² (у Росії — 665 тис. км², в Австро-Угорщині — 74 тис. км²). На цих землях у той час проживало 46 млн осіб (в Росії — 39,6 млн, в Австро-Угорщині — 6,4 млн), з них 32,662 тис. (71,0 %) — українців, 5,379 тис. — росіян (11,7 %), 3,796 тис. (8,2 %) — євреїв, 2,079 тис. (4,5 %) — поляків, 871 тис. (1,9 %) — німців. За оцінками Володимира Кубійовича, зробленими в 1930-х рр., перед I світовою війною суцільна територія, на якій українці складали абсолютну більшість, становила 718,3 тис. км², з яких 89,5 % — у складі Росії, 10,5 % — Австро-Угорщини. Володимир Кубійович зробив оцінку площі української етнічної території на 1933 р. — 932 тис. км², у тому числі: 728,5 тис. км² становила суцільна українська етнічна територія, 203,6 — мішана.

## Географія етнічної території

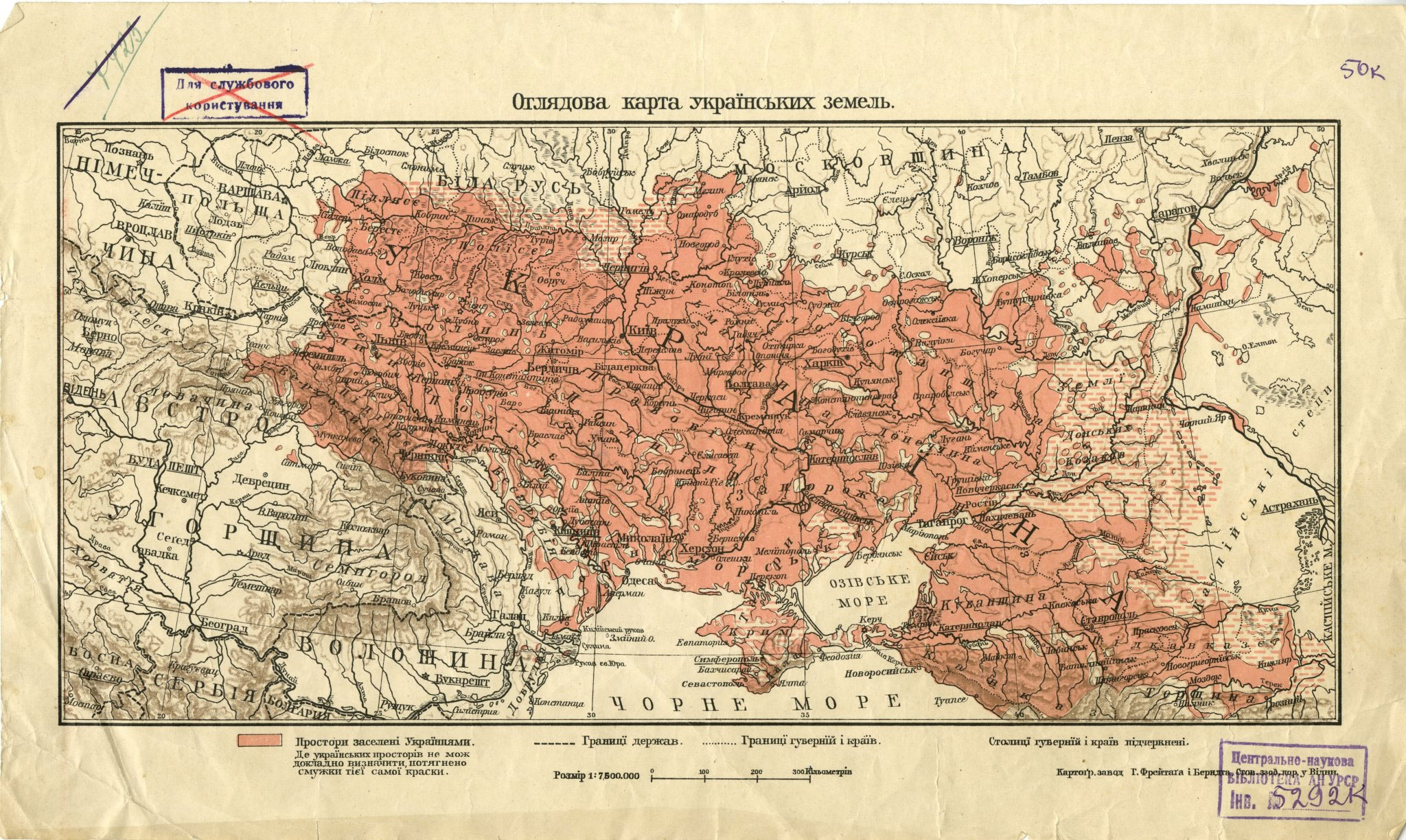
«Оглядова карта українських земель» Степана Рудницького, 1915 рік.

Формувався український етнос в умовах широколистянолісових (східноєвропейських та північних центральноєвропейських) і лісостепових (східноєвропейських) переважно рівнинних ландшафтів, меншою мірою (у західній частині) — складчастих флішових гірських та горбистих передгірських Альпійського поясу. Ці природні умови характерні для всієї північно-західної половини території України. Такі ландшафти поширені від центральних районів Німеччини (там вони вологіші) до Уральських гір (там вони посушливіші). На північ від сучасної української державної території ці ландшафти охоплюють район Підляшшя у Польщі, усю південну частину Білорусі (Берестейщину, Пінщину), Стародубщину й суміжні райони Брянської області, західно-південну частину Курської, центральні райони Білгородської, західно-південні райони Воронізької області Російської Федерації (див. Східна Слобожанщина), на південь — майже всю Молдову та північно-східну частину Румунії (див. Південна Мармарощина).
Формування господарсько-культурних рис українців і окремих етнографічних груп, територіальне розміщення сучасної господарської інфраструктури і районна спеціалізація українського господарства зумовлені насамперед природним середовищем. Природа українських етнічних земель безпосередньо та опосередковано впливала на формування української духовності та є матеріальною основою життя українського народу
Землі, заселені українцями, мають сприятливі для інтенсивного сільськогосподарського виробництва агрокліматичні умови та великі й різноманітні мінерально-сировинні ресурси для промисловості. Ця обставина не раз розпалювала загарбницькі апетити чужинців.
Індоєвропейська, а згодом і протоєвропейська мовна спільнота (ще до розподілу її на давні мовні групи, що відповідають сучасним слов'янській, германській, романській тощо) розвивалися на землях, які ми тепер звемо українськими. Припускають, що частина території України (степова й лісостепова смуга) була ареалом формування індоєвропейської етнічної спільноти.
Однією з особливостей української етнічної території з-поміж величезних євразійських просторів усіх сучасних слов'яномовних народів є те, що саме на ній сформувалася праслов'янська етнічна спільнота, частина якої (та, що не мігрувала звідси) з часом еволюціонувала в сучасних українців.
Обриси і площа української етнічної території з плином часу змінювалися в залежності від конкретних історичних обставин. У степовій та лісостеповій смугах України етнічно українська людність під тиском кочових народів неодноразово рідшала й зовсім зникала, потім знову селилася з північних та західних українських земель. Степові чорноморсько-азовські землі українці остаточно опанували лише у XVIII—XIX століттях.
Через переселення і компактне розселення українців на сусідніх до української етнічної території та на віддалених землях (Казахстан, Південний Сибір, Далекий Схід, Канада, Аргентина) утворилася велика кількість українських етнічних островів різної площі та конфігурації. Розпорошене (дисперсне) розселення українців перешкоджало відтворенню української етнічної самобутності і призводило до етнічної асиміляції.
У XIX столітті і майже до середини XX століття українська етнічна територія виходила далеко за межі сучасної території України, охоплюючи також південно-західну частину сучасної державної території Білорусі, прилеглу до України частину сучасної державної території Російської Федерації, окремі ділянки лівобережжя Дністра сучасної державної території Молдови, прикордонні північні території сучасної Румунії, північно-східні райони сучасної Словаччини, південно-східну частину сучасної Польщі.
Незважаючи на значні територіальні втрати (головним чином у 1930-х — 1940-х роках) українська етнічна територія продовжує залишатися найбільшою з-поміж усіх етнічних територій європейських народів (росіяни, як і турки, за географічним критерієм є євразійським народом). Вона охоплює близько 600 тис. км² і простягається приблизно на 1400 км із заходу на схід широкою смугою переважно від 300 до 700 км.
Українська етнічна територія межує з етнічними територіями росіян, білорусів, поляків, словаків, угорців, румунів, молдован та з етнічними островами болгар і гагаузів. Більша частина української етнічної території має виразно одноетнічний характер — етнічні українці становлять понад 80 % людності. Такі одноетнічні українські території переважають у 22 областях України, в Чернівецькій області — 3/4, в Одеській вони становлять близько 2/3 території, в Луганській області — близько половини, в Донецькій — більше половини. На Кримському півострові українців близько 1/4 населення, одноетнічність території спостерігається сьогодні як локальне явище і тенденція до збільшення частки кримськотатарського народу на більшості його території є визначальною.
У межах української етнічної території є одноетнічні та етнічно змішані острови (анклави) болгар, молдован, румунів, угорців, росіян, поляків, греків, циган, албанців, словаків, білорусів, та етнічних груп інших народів. Іншоетнічні домішки на територіях міст за чисельністю і питомою вагою значно більші, ніж у сільській місцевості (особливо на півдні і сході країни).
Поселення, де певна етнічна меншина становить понад 80 % людності зустрічаються серед сільських поселень прикордонних районів Закарпатської області (з Угорщиною й Румунією), Чернівецької області (з Румунією й Молдовою), Одеської області (з Молдовою й Румунією), та в низці районів Кримського півострова і східних областей. Близько 98-99 % представників етнічних спільнот інших країн, що є громадянами України, мешкають розпорошено на українській етнічній території, або змішано з народами України (етнічними українцями, кримськими татарами, караїмами, кримчаками) та з представниками інших зарубіжних народів (переважно Російської Федерації).

## Історія
Одвічними українськими землями вважаються землі Київщини, Полтавщини, Чернігівщини, Волині, Поділля, Галичини, Північної Буковини, Закарпатської України, Холмщини, Лемківщини, Надсяння. У XVII столітті українці почали активно колонізувати Слобідську Україну (сьогоднішні Харківська область і Сумська область, частина земель Воронезької, Білгородської та Курської областей Росії). У XVIII столітті здійснювалася народна і державна колонізація так званого Дикого поля — території, частина якої згодом у складі Російської імперії стала називатися Новоросійським краєм (Херсонська губернія, Катеринославська губернія і Таврійська губернія), а інша частина — Області Війська Донського. 1773 року в Новоросії проживало 107 тис. осіб, з них українців 65 тис., росіян — 39 тис.. Після ліквідації 1775 року Запорозької Січі територія Вольностей Війська Запорозького низового була включена до складу Новоросії. Запорозьких козаків в часи імператриці Катерини II переселили спочатку в межиріччя нижніх течії Південного Бугу та Дністра, а згодом — на Кубань. Царський уряд активно заселяв цю територію православними переселенцями з Османської імперії — волохами (румунами) і сербами (див. Нова Сербія).
Селянсько-козацька колонізація Слобожанщини продовжувалася у XVIII—XIX століттях. Головним центром Слобідської України став Харків, населення якого швидко зростало. Українці селилися також на прилеглих до Харківщини землях Воронезької й Курської губерній. За даними першого в Російській імперії перепису населення 1897 року, частка українців у загальній чисельності населення Курської губернії становила 32,6 %, а на території Воронезької губернії — 43,6 %.
Після скасування кріпосного права під час селянської реформи 1861 року через брак сільськогосподарських земель на батьківщині українці покидали рідні місця й переселялися в Казахстан, Західний Сибір, на Далекий Схід (див. Далекосхідні поселення українців). Водночас міське населення Новоросії зростало за рахунок переселенців з Росії, які знаходили собі тут роботу на шахтах і металургійних заводах. Частка українців на цих землях почала зменшуватись: якщо на Лівобережжі вона становила 81,6 % (8177 тис. осіб), а на Правобережжі — 77,8 % (9364 тис.), то в Новоросії — 41,3 % (6568,9 тис.).
Від кінця XIX століття розгорнулася інтенсивна еміграція західноукраїнських селян, які сильно потерпали від аграрного перенаселення, до Північної Америки. 1910 року в Східній Галичині українців налічувалося 4002 тис. (74,4 % від усього населення), у Закарпатті — 441 тис. (77,5 %), у Північній Буковині — 304 тис. (65,4 %).
Перепис 1897 року показав, що українські губернії за щільністю населення перебували на перших місцях серед європейських губерній Російської імперії (за винятком губерній Привіслянського краю, тобто Польщі). Зокрема, Подільська губернія за щільністю населення майже не поступалася Московській (82 жителі на одну квадратну версту проти 83). У Київській губернії показник щільності населення становив — 79,7, у Полтавській губернії — 63,4, у Харківській та Чернігівській губерніях — понад 50.
У 1920-х роках суцільний масив українських етнічних земель, де частка українського населення була домінантною (за даними переписів в СРСР, Польщі, Румунії, Чехословаччині), становив 742 тис. км² (на них загалом проживало 49 млн осіб різних національностей). У складі Польщі такими територіями були Галичина, Західна Волинь, Західне Полісся, Лемківщина, Холмщина, Підляшшя і Надсяння (загальна площа 132 тис. км², населення 10,2 млн осіб), у складі Чехословаччини — Пряшівщина і Закарпаття (площа 14,9 тис. км², населення 0,7 млн осіб, з них українців — 0,5 млн), у складі Румунії — Північна Буковина, Хотинщина, Південна Бессарабія і Мармарощина (загальна площа 18 тис. км², населення — 1,4 млн осіб).
Територія УСРР тоді не перевищувала 450 тис. км², водночас у РСФРР на кордонах з УСРР були розташовані суцільні масиви земель з однорідним українським населенням, а також мішані українсько-російські території. Зокрема, за даними перепису 1926 року, в Центрально-Чорноземній області (ЦЧО) проживало 2200 тис. осіб, з них українців — 1412 тис.. На прилеглих до УСРР північних землях Північнокавказького краю проживало 778 тис. осіб, з них українців — 597 тис.. Загальна ж кількість українського населення на території СРСР становила 31,2 млн осіб (21,2 % населення Союзу), з них в УРСР мешкало 23,2 млн осіб (80 %). 1926 року в УСРР, окрім українців, зокрема, жили: росіяни — 2627,4 тис. (9,3 %), євреї — 1574,4 тис. осіб (5,4 %), німці — 393,9 тис. осіб (1,4 %), молдовани — 257,8 тис. осіб (0,9 %).
Протягом наступних років на території УСРР відбулися події (колективізація сільського господарства, масові репресії, Голодомор 1932—1933 років), що призвели до істотного зменшення чисельності, а отже, й приросту населення республіки, що й було частково зафіксовано переписом 1937 року (див. Демографічні втрати України).
Так, за даними перепису 1937 року, в УРСР проживало до 28,4 млн осіб, з них українців — до 22,2 млн (78,2 %). Загальна кількість українців у СРСР також зменшилася — до 26,4 млн, причому найбільшим таке зменшення було в РРФСР, що позначилося на пропорціях національного складу населення на землях, щільно заселених у минулому українцями, і в Казахстані. На цей процес, очевидно, вплинула й політика русифікації: представників різних народів, які жили на території СРСР, і особливо українців у графі національність заохочували і навіть змушували писати «росіянин».
За одинадцять років (від 1926 до 1937 року) загальна кількість населення в усіх союзних республіках, окрім УСРР, збільшилася. Внаслідок цього частка населення УРСР в складі СРСР зменшилася з 19,7 до 17,5 %, а частка українців — з 21,2 до 16,3 %. Зменшилася й частка українців в УСРР з 80 до 78,2 %.
Починаючи з 1939 року і після Другої світової війни до складу УРСР увійшли: Галичина (1939), Північна Буковина і Південна Бессарабія (1940), Закарпаття (1945), Крим (1954). У зв'язку з перетворенням Молдавської Автономної Радянської Соціалістичної Республіки на союзну республіку від УРСР вилучена частина Придністров'я. Ці зміни істотно вплинули на кількість населення республіки і його національний склад.
За переписом 1959 року, загальна кількість українців в УРСР зросла (переважно за рахунок приєднаних західноукраїнських земель) до 32,2 млн осіб, але частка українців у складі всього населення республіки зменшилася до 76,8 %. Дещо збільшилася питома вага українців серед населення СРСР — до 17,8 % (37,3 млн осіб).
В останні роки існування СРСР загальна кількість українців в СРСР (за офіційними даними статистичних інституцій 1989 року) зросла до 44,2 млн осіб, але їхня частка в чисельності всього населення СРСР істотно зменшилася — до 15,4 %. Так само і в УРСР: кількість українців зросла (до 37,4 млн), але їхня частка в загальній чисельності населення республіки зменшилася до 72,7 %.
З набуттям Україною державної незалежності зростання чисельності її населення відбувалося лише до початку 1993 року. На той час у країні жило 52,2 млн осіб. У наступні роки загальна кількість населення в Україні почала зменшуватися, однак частка осіб, яка ідентифікувала себе українцями, зросла. За першим Всеукраїнським переписом 2001 року, загальна чисельність населення республіки становила 48,5 млн осіб, з них ідентифікували себе українцями 37,5 млн, тобто 77,8 % населення. На кінець 2005 року, за даними статистичних інституцій, в Україні проживало близько 47 млн осіб.

## Межі

### Білорусько-українська етнічна межа

Українсько-білоруська мовна межа за даними мовознавців

Не збігається з державним кордоном через наявність за межами України українських етнічних земель Підляшшя і Берестейщина. Починається на території сучасної Польської Республіки від села Страбля і йде понад річкою Нарва та лісовим масивом Біловезької пущі через кордон з Білоруссю, далі поблизу населених пунктів Пружани, Івацевичі, Лунинець, Мозир і виходить на сучасний кордон.

### Молдавсько-українська етнічна межа
Динамічно змінювалася у процесі переселення предків молдаван з XIV сторіччя та наступній асиміляції українського населення. Зараз пролягає від річки Прут до річки Дністер південніше державного кордону з Молдовою (кордон проклали в 1940 році залізницею Могилів Подільський — Окниця), далі Дністром до Дністровського лиману, звідки сучасним кордоном до річки Прут, де фактично переходить на етнічний кордон з гагаузами.

### Польсько-українська етнічна межа

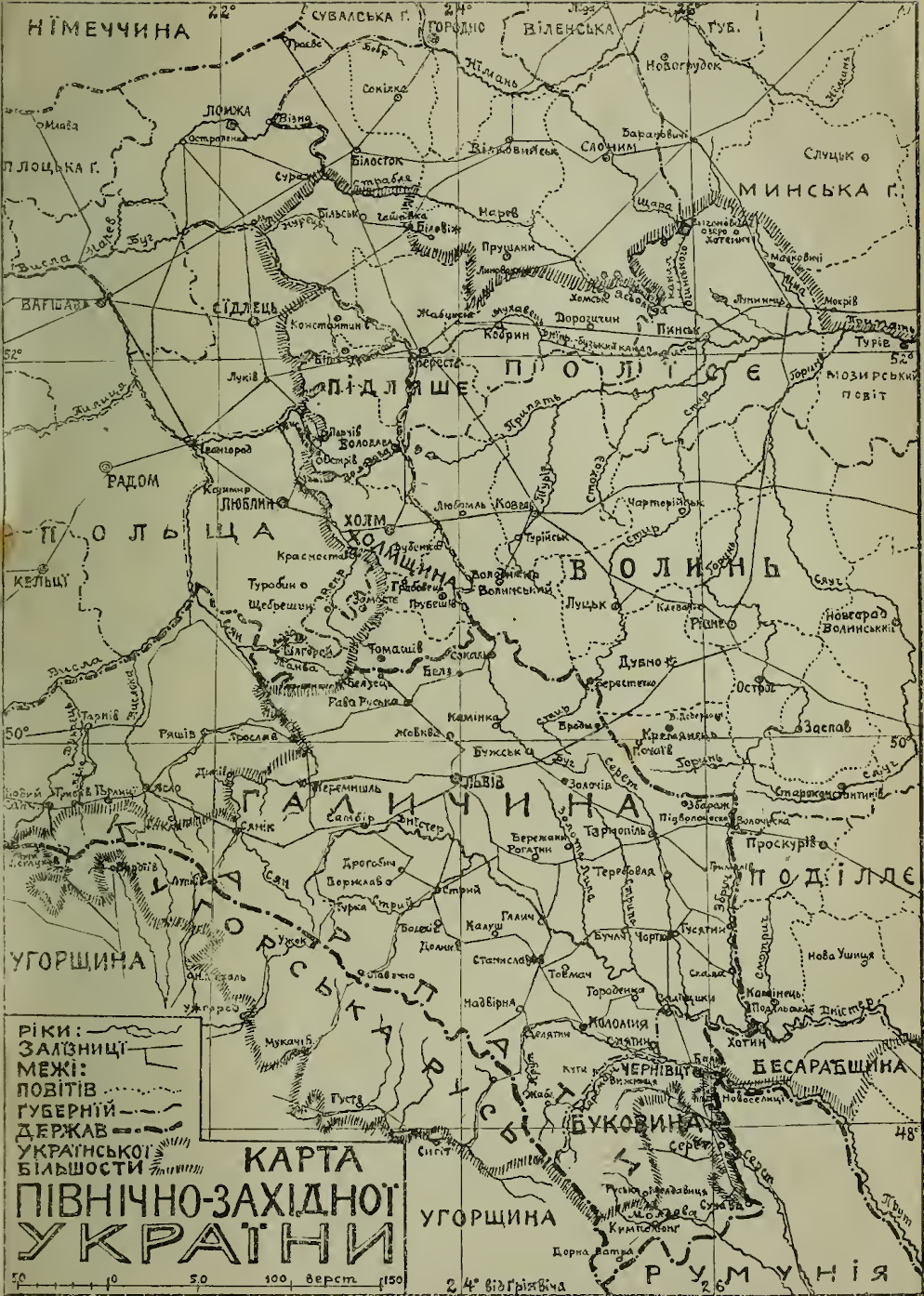
Карта північно-західної України за Мироном Кордубою, 1917 рік.

Протягом багатьох століть аж до середини XIX століття дана межа була доволі стабільною і збігалась із західним кордоном Київської Руси та Галицько-Волинського князівства, пізніше — з західною межею Руського, Берестейського і Підляського воєводств. Збігалася з північною межею Західної Лемківщини (від Щавниці до Дуклі), західними межами Надсяння (західний край річкових долин Віслока і Сяну до Ниська), Холмщини та Підляшшя. За наступні 100 років просунулася на схід за рахунок лівобережного Надсяння і західної Холмщини. Після Першої світової війни українсько-польська етнічна межа згідно з даними польського перепису населення 1931 року починалася від міста Щавниця над річкою Дунаєць і проходила до Верхомлі Великої, далі — на північ і від Грибова через Горлиці, Ясло, Новий Змигород, Дуклю, Романів, Динів і тяглася на північний схід до міста Ярослава і далі по річці Сян аж до гирла річки Танва. У східному напрямку ця межа по річці Танві продовжувалася на південь від Білгорая. Потім круто повертала на північ паралельно Західного Бугу до Дорогичина і Лісної над Нарвою.
За Михайлом Грушевським початково східнослов'янська колонізація на заході обіймала басейн Західного Бугу та Сяну, місцями наближаючись до річки Вісли, й зустрічалася з польською колонізацією на вододілах Вепра та Сяну, утворюючи мішані території понад Віслоком і між Вепром і Віслою. З часом польська колонізація цих країв посилювалась й межа зміщувалась на схід. Виняток становили гірські території, що залишались за українцями.
За Іоакимовим літописом у 990 році Володимир Великий розбив польського князя Мечислава й повернув до складу Київської Русі 5 західних міст. За Борисом Грековим, етнічний склад червенських міст був українським. За часів Київської Русі західна українська (руська) межа майже збігалася з тогочасним політичним кордоном, який за словами Оди Дітріхівни, вдови Мечислава, простягався до самого Кракова. На думку А. Лонгинова польсько-руська етнічна межа в XI—XII століттях проходила по річці Вепр. Найзахідніші удільні князівства (зокрема, Перемишльське, Теребовлянське, Галицьке) та пізніше утворене Галицько-Волинське князівство також зберігали свій руський національний характер. У XIII—XIV століттях етнічна межа майже збігалася з державною, яка проходила нижньою течією річки Нурець на півночі та західніше міст Дорогичин, Межиріччя, Верещин, Парчів, Пугачів, Красностав, Туробін, Щебрешин, Білгорай, Крешів, Ряшів, Тичин, Березів, Коросно. Виняток ставили південні українські поселення, розташовані в гірській місцевості західніше від русько-польського державного кордону.
Перші згадки про проникнення католицизму та початок польської колонізації на Русі з'являються в XIII столітті. Після включення Галицької Русі до складу Польського королівства на Галичині з'являються перші польські поселення, польська влада починає здійснювати активні заходи з окатоличення та спольщення завойованих теренів.
Попри постійне посунення етнічної межі на схід, у середині XVII століття вважалося, що західна межа українського народу проходить по Віслі й сягає Кракова та Любліна. Межу по Віслі, зокрема, неодноразово проводив у перемовах з іноземними державами Богдан Хмельницький, вона також згадується у договорі гетьмана Петра Дорошенка з Туреччиною. Крайні західні поселення з православними церквами за даними польських податкових реєстрів: Межиріч, Вогинь, Парчів, Красностав, Щебрешин, Крешів, Лежайськ, Дубно, Блажова, Ясенів, Дошно, Брунари, Королева Руська, Верхомля Велика, Шляхтова.
З часом західна українська етнічна межа змістилася на схід і замість Вісли нею стала річка Вепр, а на початку XX століття ще східніше — від Дорогичина на півночі на Сідлець, Луків, Радинь, від Коцька по Вепру до Красностава, через Щебрешин, Білгорай, Лежайськ. Сильно на зміну етнічних меж вплинула проведена в 1915 році й мотивована наступом австрійської армії російська евакуація українського населення, яке проживало на захід від Західного Бугу, у внутрішні райони Російської імперії.

### Російсько-українська етнічна межа
Довжина українського етнічного кордону на території сучасної Російської Федерації становить приблизно 1500 км. Головною є етнічна межа між українцями та росіянами, проте є також частина українсько-білоруської та українсько-калмицької етнічної межі. За даними перепису СРСР 1926 року, українсько-російська етнічна межа пролягала північніше від Новгорода-Сіверського (приблизно між ним і Трубчевськом). Далі вона повертала на південь до Путивля, потім на схід і північний схід, продовжуючись вздовж річки Сейм аж до гирла річки Свапи. Відтак межа круто повертала на південний схід до Валуйок, а (на північ від цього міста) і широким клином заходила з південного заходу до суцільної російської етнічної території. Тут з обох боків цього клину розташовувалися значні ареали українців і росіян: на північному сході — українців, на південному заході — росіян (із загальним переважанням українців).
Далі, на північному сході, невеликим розгалуженням простягався регіон з переважанням українського населення: 30 км північніше від Чернянки російсько-українська етнічна межа повертала на південний схід аж до Дону (поблизу міста Лиски). Відтак межа простягалася на північний схід до річки Хопер (південно-західніше від Борисоглєбська), де круто повертала на південь, перетинала Дон і сягала міста Морозовськ. Вздовж Сіверського Дінця в українські етнічні землі врізалися клином російські, сягаючи території сучасного Міллеровського району. На північ від Луганська українсько-російська етнічна межа повертала до Ростова-на-Дону, йшла уздовж Дону на північний схід і через Тихорєцьк та Краснодар (на схід від міста) тяглася на південь, а західніше Майкопа повертала до Чорного моря (південно-західніше Геленджика).

### Румунсько-українська етнічна межа
6 липня 1940 року радянські війська спробували захопити Путну і приєднати її до Української РСР, але атака була відбита румунськими військами.

### Словацько-українська та угорсько-українська етнічна межа
У V столітті групи різноетнічного населення проживали на теренах етноісторичного Закарпаття вже в умовах етнокультурного домінування слов'ян. В межах Закарпатської області виявлено понад п'ятдесят слов'янських поселень VI–IX століть, у тому числі вісім поселень VI—VII століть. У словацькій частині етноісторичного Закарпаття знайдено кілька десятків ранньослов'янських пам'яток, а в румунській частині — 25 слов'янських поселень VI—IX століть. Слов'яни басейну Тиси та Семигорода перебували під владою аварів (VI—VIII століття), Болгарського царства (IX століття).
У 896 році угорські племена через Верецький перевал вдерлися на Закарпаття. Шлях від перевалу долиною Латориці позначений похованнями знатних угорських воїнів. У Верхньому Потиссі вже відомо понад тридцять розташувань таких одиничних і групових поховань. Біля села Земплин Словацького краю виявлено багато поховань угорських воїнів та могилу їхнього вождя Алмоша, який загинув при спробі взяти штурмом Земплинське укріплення. У 896 році угорською ордою зруйновано ужгородський замок, а у 903 році боржавське укріплення. У 907 та 972 роках білі хорвати згадуються як руське плем'я, яке бере участь у поході Олега на Константинополь.
У другій половині X століття етноісторичне Закарпаття перейшло до сфери впливу Руської держави. З того часу на Закарпатті закріплюється назва «Русь», руські люди, русини, русичі, що подекуди використовується й у нинішній час. Тривалий час кордони Русі, Угорщини та Польщі сходилися біля укріплення Саліс (Соляний град), тобто біля нинішнього міста Солнок в Угорщині. У 1031 році угорським королем Стефаном І було підкорено населені русинами території Нижнього й Середнього Потисся, що творили «Руську марку» («Marchia Ruthenorum»), і призначено свого сина Емерика намісником цих земель з титулом «Князь русинів» («dux Ruizorum»). До його володінь ще не входили території сучасної Закарпатської області та Пряшівщини. Остаточно етноісторичне Закарпаття захоплене Угорщиною у XIII столітті. Так, у 1202 році було створено Списький, у 1214 — Земплинський і Ужанський, у 1227 — Шариський, у 1262 — Угочанський, у 1263 — Березький, а в 1303 — Марамороський комітати Угорщини.
У 1526 році в битві під Могачем об'єднану угорсько-чеську армію розгромили турки. Українське етноісторичне Закарпаття було поділене на дві частини. Марамороський, Угочанський та Березький комітати опинилися в складі Трансильванського князівства, а Ужанський, Списький, Земплинський і Шариський комітати відійшли до Австрії. Після поразки під Могачем на етноісторичне Закарпаття переселилася значна частина угорців, які осідали в селах і містах на рівнинних територіях. Саме після цієї битви сформувався угорський анклав у Закарпатській області та в Східній Словаччині. Крім того, протягом другої половини XVI століття сюди переселялися німецькі ремісники, які невеликими групами розташовувалися в руських селах. Найбільше їх осіло в гірських селах Марамороського й Березького комітатів, у верхів'ях Тересви й Тиси, де вони опанували лісові промисли (Усть-Чорна, Німецька Мокра). Але основну роль в освоєнні гірських районів відігравали галицькі русини, які заселяли карпатське високогір'я від верхів'я Тиси на сході до річки Попрад на заході.
Кількість українців-русинів (у відсотках) по комітатах Угорщини:
| Комітат     | 1720 | 1782 | 1795 | 1810 | 1820-і | 1840-і | 1857 | 1880 | 1891 | 1900 | 1910 |
| ----------- | ---- | ---- | ---- | ---- | ------ | ------ | ---- | ---- | ---- | ---- | ---- |
| Мараморош   | 68,7 | 65,1 | 87,4 |      |        |        |      |      |      | 46,4 | 44,6 |
| Унґ         | 75   | 68,7 | 88,5 | 88,5 |        | 53,6   | 51   |      |      | 36,4 | 38,1 |
| Берег       | 60   | 64,2 | 79,1 |      |        |        |      | 48,1 |      | 45,7 | 42,7 |
| Угоч        | 60   | 64,2 | 61,5 |      |        |        |      |      | 42,5 | 39,3 | 37,5 |
| Шарош       | 70,1 | 43,4 | 36,7 | 36,6 | 33,9   | 33,8   | 27,6 |      |      | 19,5 | 22,1 |
| Земплін     | 56,1 | 41,8 | 42,7 | 41,8 | 42,7   | 36     | 29,4 |      |      | 10,6 | 11,4 |
| Спиш (Ципс) | 47,7 | 21,4 | 13,9 | 21,4 | 13,9   | 14,3   | 12,5 |      | 10,7 | 8,3  | 7,1  |
| Абауй       |      |      | 14,4 |      |        | 9,1    |      |      | 0,14 |      | 0,19 |
| Торна       |      |      | 21,4 |      |        | 5,4    |      |      | 0,14 |      | 0,19 |
| Сабольч     |      |      | 19,6 |      |        |        | 3,8  | 0,8  |      | 0,1  | 0,1  |
| Сатмар      |      |      | 7,2  |      |        |        | 5,2  |      |      | 0,0  | 0,0  |

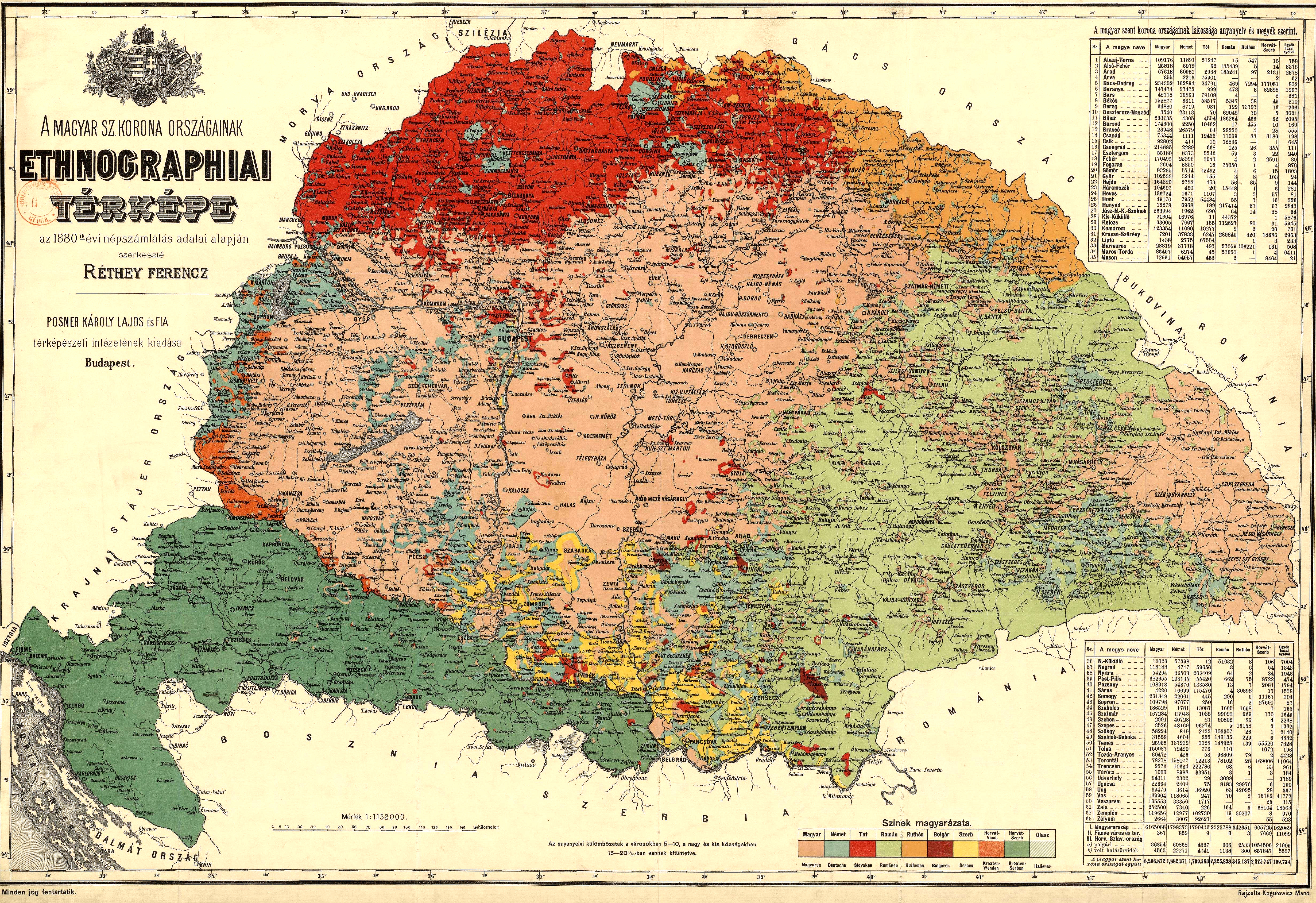
«Етнографічна карта Угорщини», Мано Когутович, 1886 рік.

Починаючи з 1825 року, угорська влада цілеспрямовано нав'язувала угорську мову, підтасовуючи дані переписів та записуючи угорцями русинів-українців, що володіли угорською мовою чи належали до католицької церкви. Офіційна статистика постійно штучно занижувала показники щодо кількості україномовного населення. Процес мадяризації русинів-українців зумовив появу тут мадярів греко-католиків.
У 1930 році в складі Угорщини налічувалося 201 тис. мадярів, які сповідували греко-католицизм. Водночас на сусідніх територіях провадилася словакізація русинів-українців, яка спричинила появу значної кількості словаків греко-католиків.
За даними офіційних переписів, у 1846 році у Східній Словаччині (Пряшівська Русь) мешкало 187 321, у 1870—140 324, у 1890 — 83 573, у 1900 — 82 666, у 1910 — 89 910 русинів-українців. У 1921 р. на цій території проживало 189,5 тис. греко-католиків, з них лише 84 272 особи назвали себе русинами-українцями.
Вивчення соматологічних, дерматогліфічних і одонтологічних ознак та аналіз груп крові доводять, що у формуванні українців карпатського антропологічного типу взяли активну участь гето-дакійські (давньофракійські) морфологічні компоненти з їх динарськими ознаками.

## Галерея

### Мапи

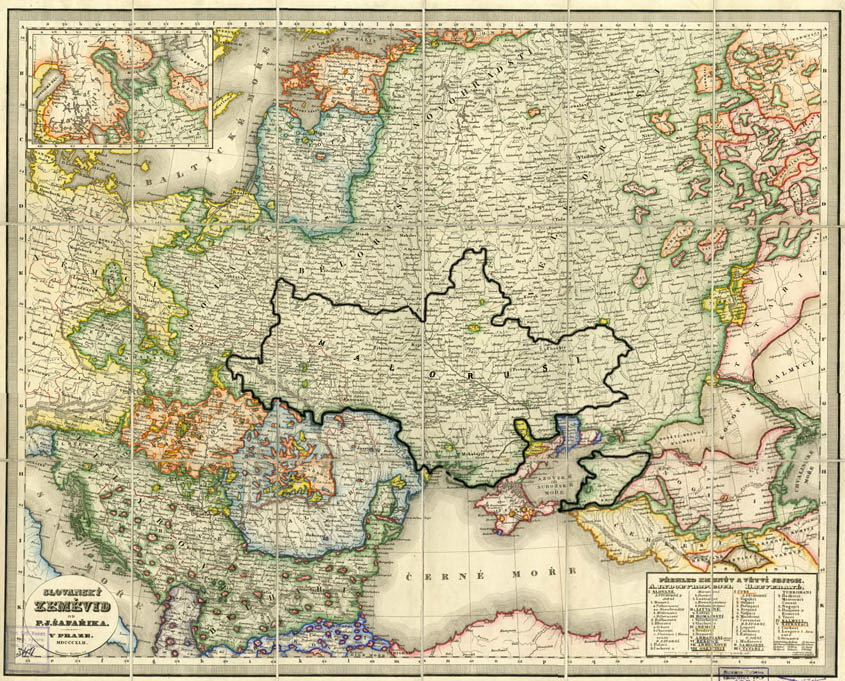
Етнографічна мапа «Слов'янські землі», укладена Павлом Шафариком у 1842 році (з виділеним етнографічним ареалом малорусів)
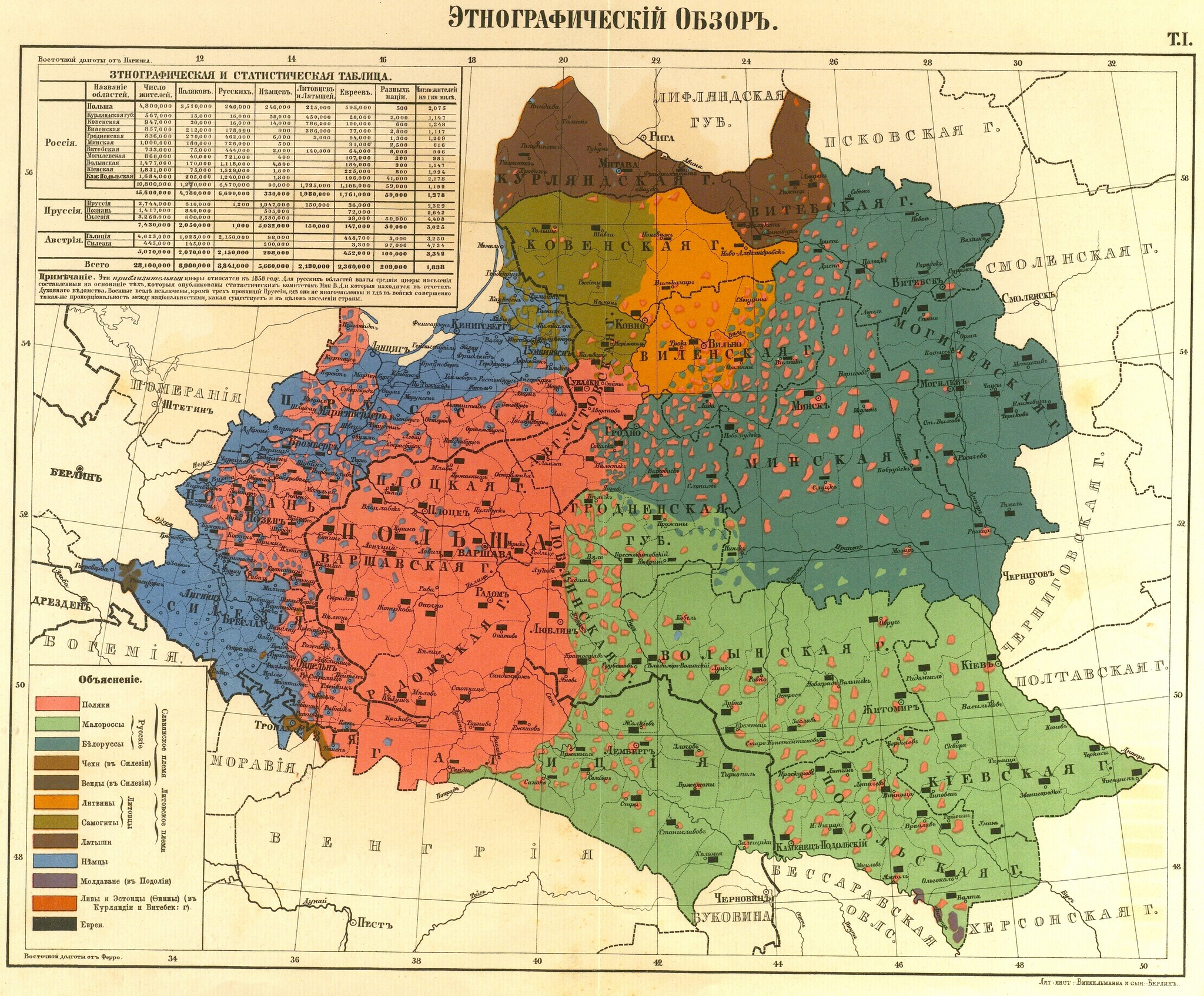
Етнографічна мапа західних теренів Російської імперії за Родеріхом Еркертом, 1863 рік
Етнографічна мапа європейської частини Російської імперії, укладена Олександром Ріттіхом та видана у 1875 році
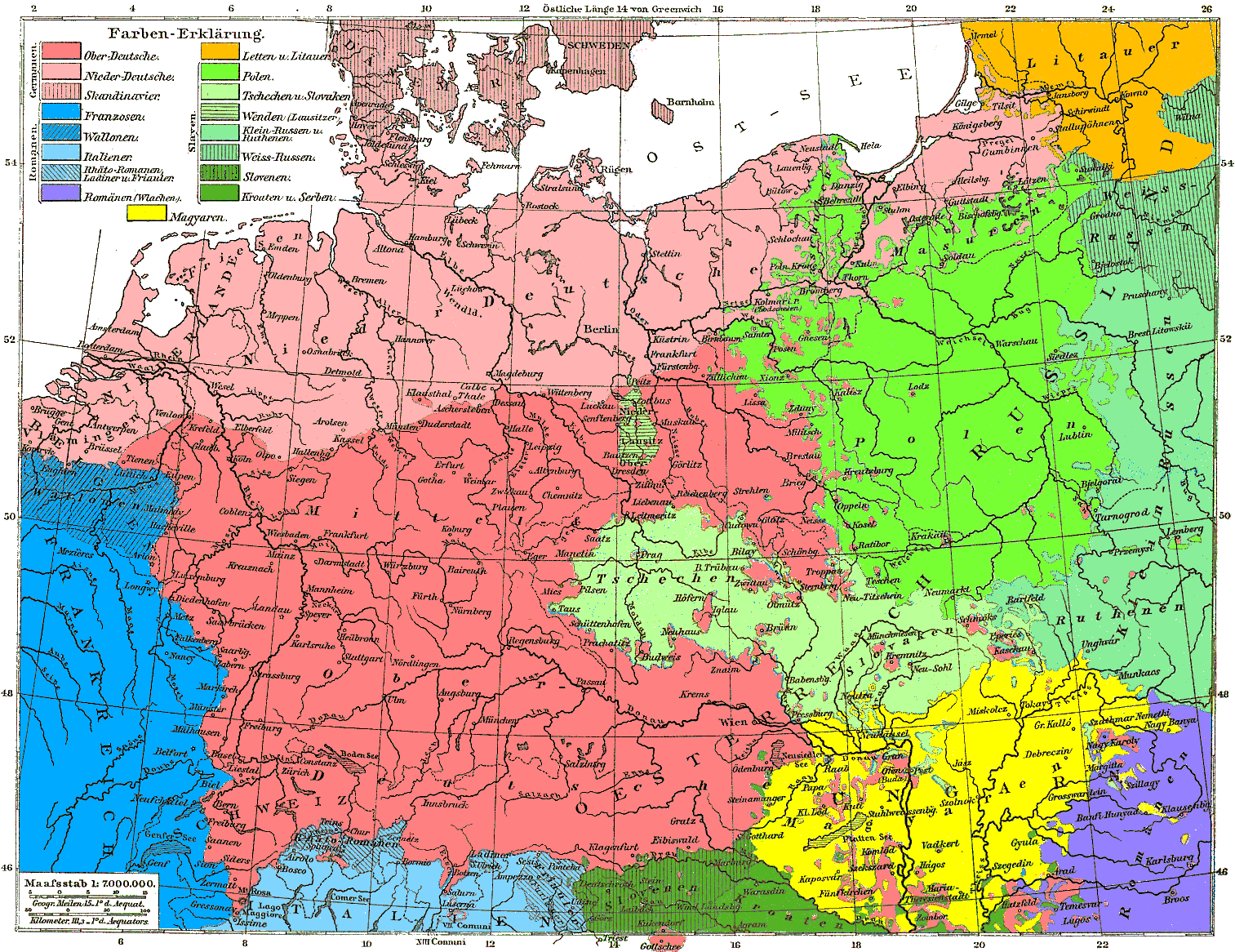
Німецька мовна мапа 1880 року. Українці, що проживають в межах Австро-Угорської імперії позначені як рутени або малоруси світло-зеленим кольором
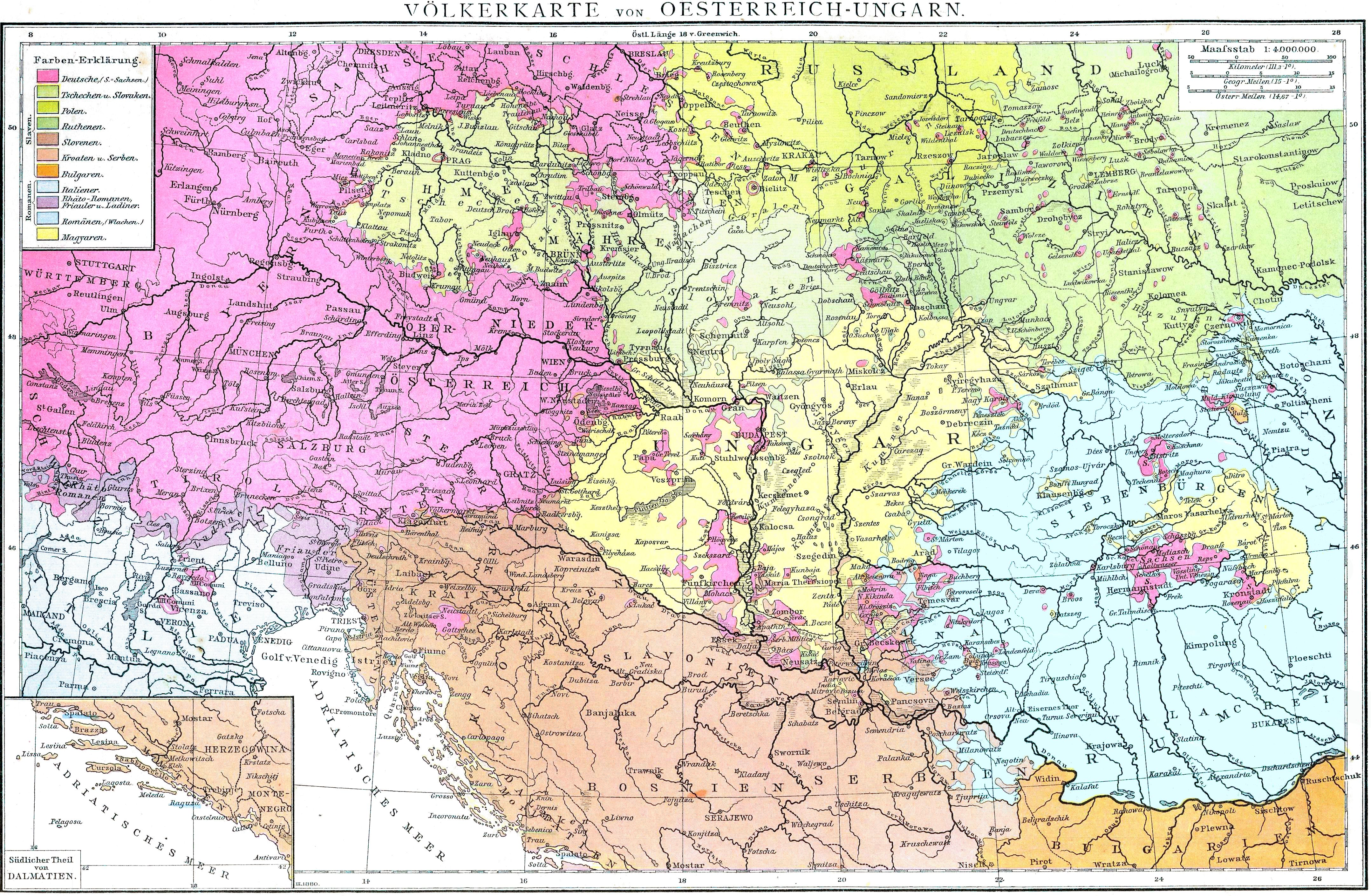
Етнографічна карта Австро-Угорської імперії із західною межею поширення української мови, 1880 рік
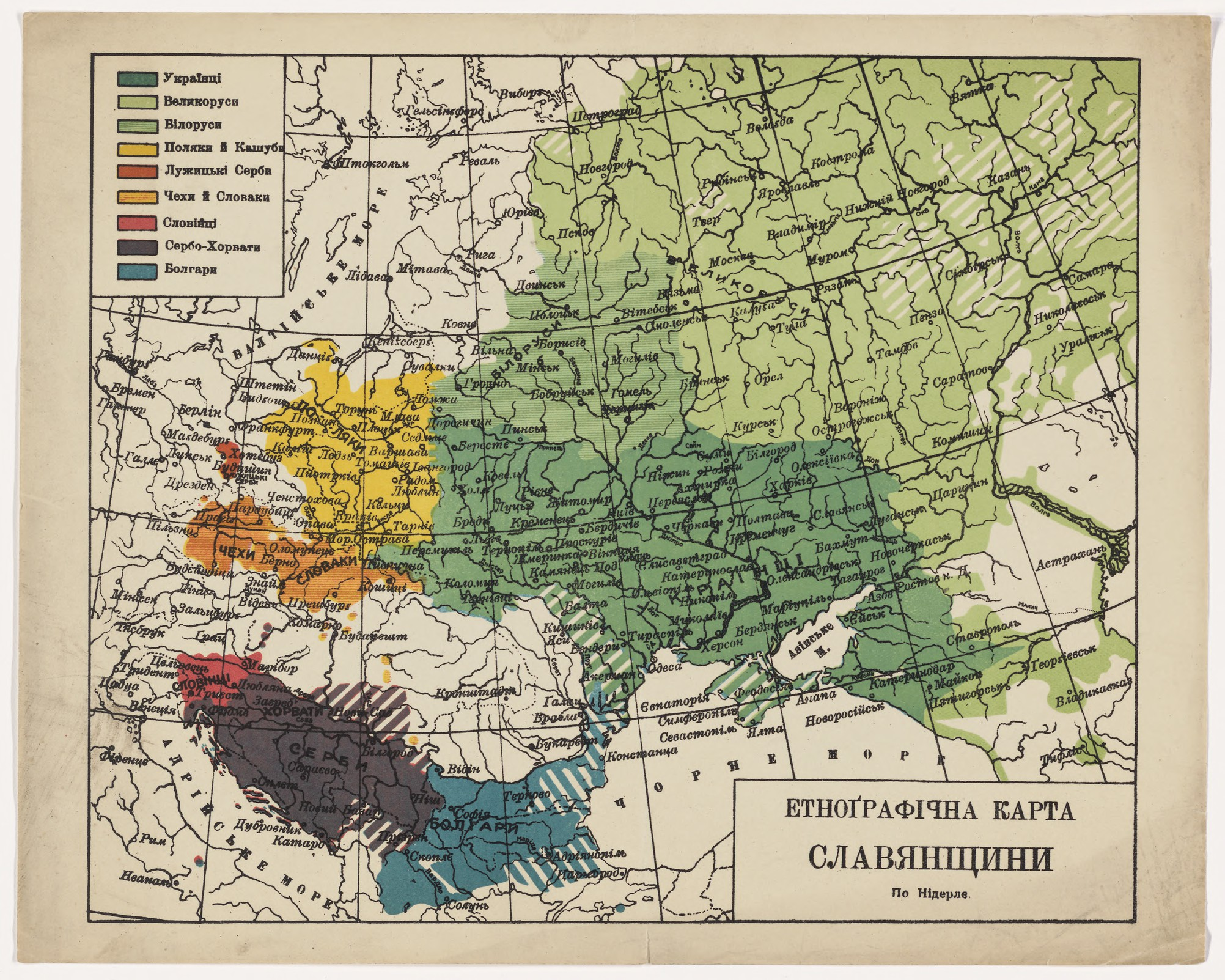
«Етноґрафічна карта славянщини», український переклад мапи Любора Нідерле 1912 року
Діалектологічна мапа з межами поширення української мови, Московська діалектологічна комісія, 1914 рік
Українські етнічні землі за Михайлом Грушевським. 1915 рік
«Карта України» Степана Рудницького, 1918 рік
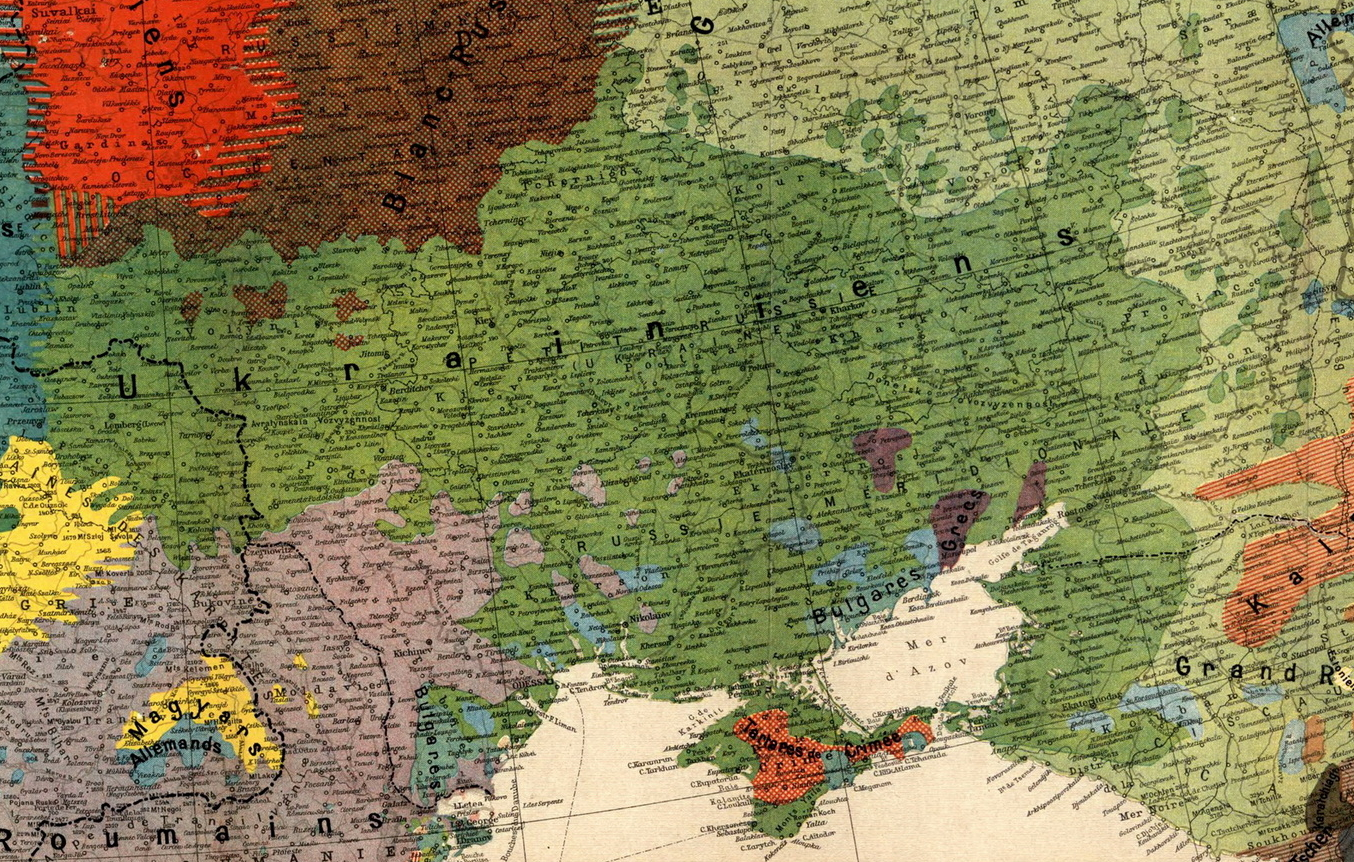
Етнічна територія українців у швейцарському етнографічному атласі, 1918 рік
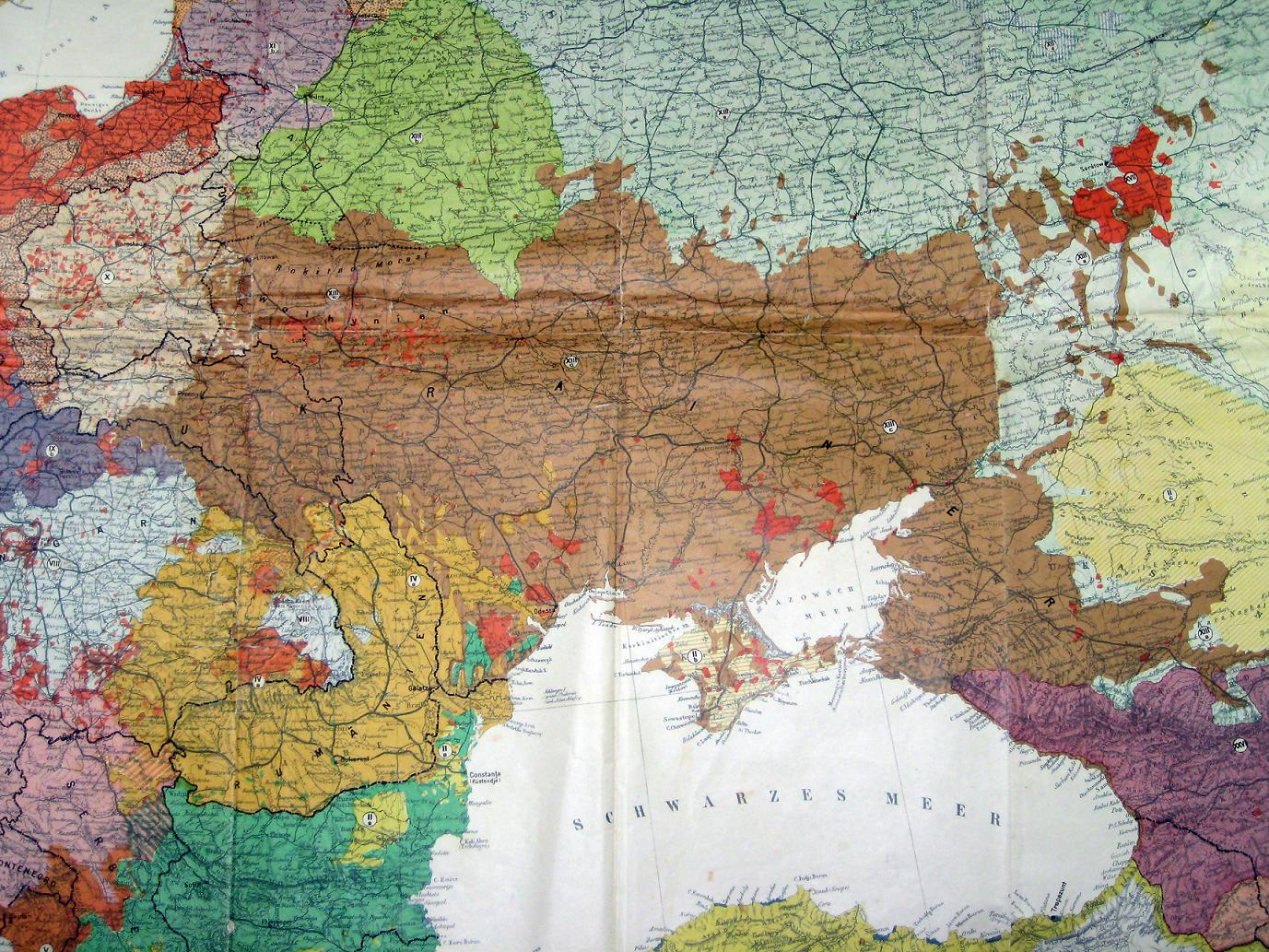
Фрагмент мапи «Länder — und Völkerkarte Europas» Дітриха Шефера[de], 1918 рік
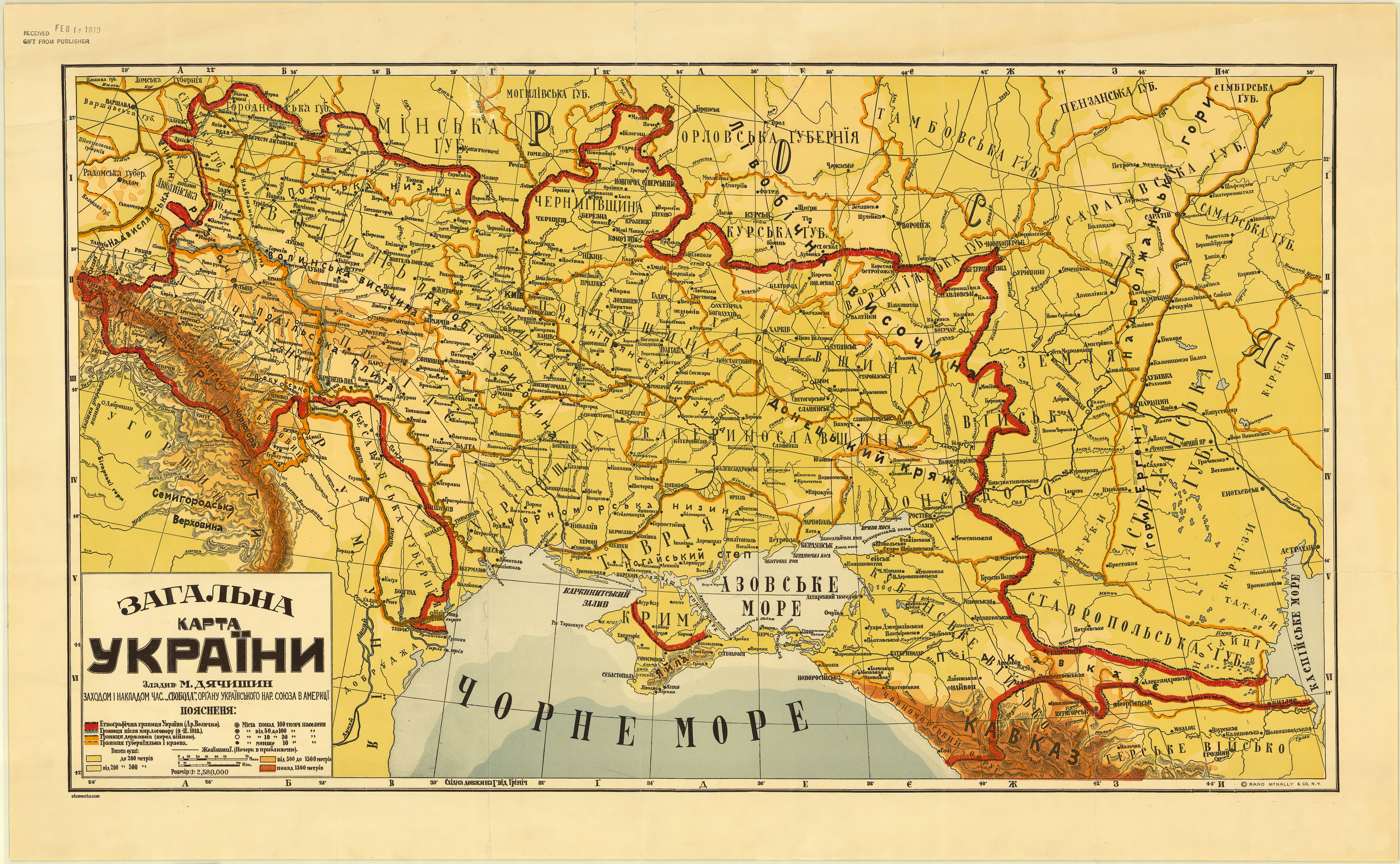
«Загальна карта України» М. Дячишина з українськими етнічними межами за доктором Величком, 1918 рік
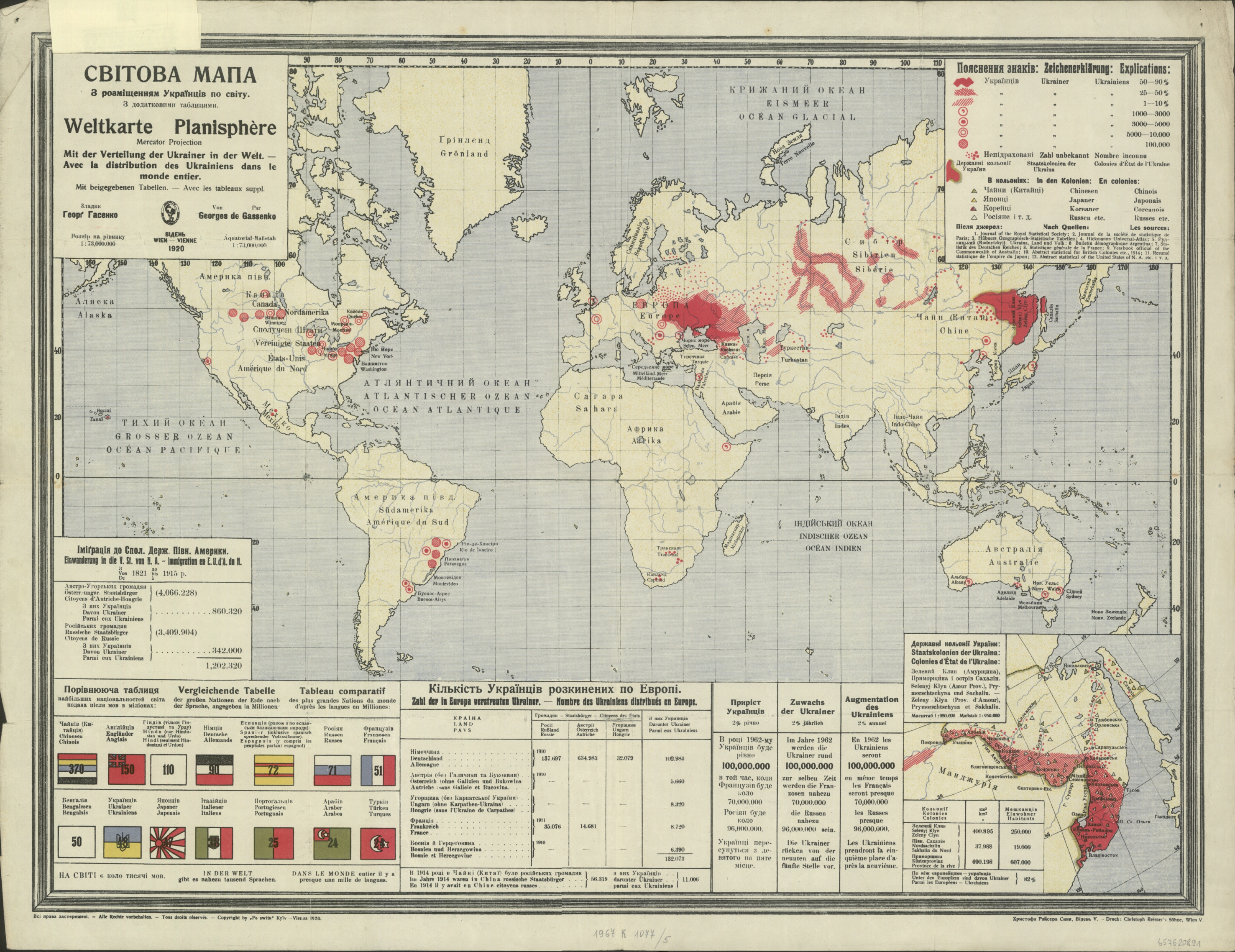
«Світова мапа з розміщенням Українців по світу» Георґа Гасенка, 1920 рік

## Праці про українську етнічну територію та дотичні

### Книги
- Байцар Андрій.  Географія та карто-графія Винниківщини. Наукове видання. Винники; Львів: ЗУКЦ, 2020. 640 с.
- Байцар Андрій. УКРАЇНА ТА УКРАЇ-НЦІ НА ЄВРОПЕЙСЬКИХ ЕТНОГРАФІЧНИХ КАРТАХ.  Монографія. Львів: ЗУКЦ, 2022. 328 с.
- Байцар Андрій. ГЕОГРАФІЯ ТА КАРТОГРАФІЯ УКРАЇНСЬКИХ ІСТОРИКО-ГЕОГРАФІЧНИХ ЗЕМЕЛЬ (XII ст. – поч. XX ст.).Монографія. Львів-Винники, 2023. 295 с.

- Кубійович В. Територія й людність українських земель. — Львів, 1935.
- Кубійович В. Географія України й сумежних країв. — Краків-Львів : Українське видавництво, 1943. — 520 с. карти 5 л.
- Макарчук С. А. Етнічна історія України. — К. : Знання, 2008. — С. 222-223. — ISBN 978-966-346-409-1.
- Наулко В. І. Етнічний склад населення Української РСР. Статистико-картографічне дослідження. — К., 1965.
- Романцов B. О. Населення України i його рідна мова за часів радянської влади та незалежності (XX — початок XXI століття). — К. : Видавництво імені Олени Теліги, 2008. — 184 с. — ISBN 978-966-355-008-4.
- Рудницький С. Огляд національної території України. Чому ми хочемо самостійної України?. — Львів : Світ, 1994.
- Сергійчук В. І. Етнічні межі і державний кордон України. — Вид. 3-є. — К. : ПП Сергійчук M. І, 2008. — 560 с. — ISBN 978-966-2911-24-4.
- Чирков О. А. Чи відновлять народи України втрачену чисельну перевагу в Криму? (Сучасні та можливі майбутні зміни етнічної будови людності Кримського півострова). — К., 2006. — 40 с.
- Кабузан В. М.[ru]. Украинцы в мире. Динамика численности и расселения 20-е годы XVIII века - 1989 год : формирование этнических и политических границ украинского этноса / В. М. Кабузан; Рос. акад. наук, Ин-т рос. истории. — Москва : Наука, 2006. — 657 с. (рос.)

### Статті
- Байцар Андрій (25 січня 2017). Етнічні карти українських земель у працях вітчизняних та зарубіжних вчених XIX ст. Архів оригіналу за 26 вересня 2018.
- Байцар Андрій (30 травня 2018). Етнічні карти українських земель у працях українських та російських вчених (друга пол. XIX ст.). Архів оригіналу за 7 вересня 2018.
- Байцар Андрій (15 листопада 2018). ЕТНІЧНІ КАРТИ УКРАЇНСЬКИХ ЗЕМЕЛЬ У ПРАЦЯХ ВІТЧИЗНЯНИХ ТА ЗАРУБІЖНИХ ВЧЕНИХ (1900-1922 рр.). Архів оригіналу за 20 листопада 2020.
- Байцар Андрій (24 листопада 2018). ЕТНІЧНІ КАРТИ УКРАЇНСЬКИХ ЗЕМЕЛЬ У ПРАЦЯХ ВІТЧИЗНЯНИХ ТА ЗАРУБІЖНИХ ВЧЕНИХ (1923-1950-ті рр.). Архів оригіналу за 27 листопада 2020.
- Кубійович В. Положення, границі й територія України // Енциклопедія українознавства. — Мюнхен, Нью-Йорк, 1949. — Т. 1. — С. 17-29.
- Кубійович В. Національні відносини // Енциклопедія українознавства. Загальна частина. Перевидання в Україні. (Репр. відтвор. вид. 1949 р.). — К., 1994.
- Максименко Ф. Межі етнографічної території українського народу // Бібліотечний збірник. — 1927. — № 3. Архівовано з джерела 15 березня 2017. Процитовано 15 березня 2017.

### Мапи
- Карта етнічного складу населення України. М. 1:1500000 / Міністерство культури і мистецтв; Державна служба геодезії, картографії та кадастру. — К. : «Укргеодезкартографія», ДНВП «Картографія», 2003.